# میریام خیتیلووا
میریام خیتیلووا (چکی: Miriam Chytilová؛ زادهٔ ۲۱ ژوئن ۱۹۶۵) بازیگر، صداپیشه و خواننده است.
از فیلم‌ها یا برنامه‌های تلویزیونی که وی در آن نقش داشته‌است، می‌توان به آمادئوس و کلیا اشاره کرد.